# Aire urbaine de Montceau-les-Mines
L'aire urbaine de Montceau-les-Mines est une aire urbaine française centrée sur l'unité urbaine de Montceau-les-Mines. Composée de onze communes de Saône-et-Loire, elle comptait 45 113 habitants en 2013.

## Caractéristiques en 1999
D'après la définition qu'en donne l'INSEE, l'aire urbaine de Montceau-les-Mines est composée de 9 communes, situées en Saône-et-Loire. Ses 47 172 habitants font d'elle la 143e aire urbaine de France.
6 communes de l'aire urbaine sont des pôles urbains.
Le tableau suivant détaille la répartition de l'aire urbaine sur le département (les pourcentages s'entendent en proportion du département) :
| Département    | Communes | Communes (%) | Superficie (km²) | Superficie (%) | Population (1999) | Population (%) |
| -------------- | -------- | ------------ | ---------------- | -------------- | ----------------- | -------------- |
| Saône-et-Loire | 9        | 1,6          | 256,99           | 3,0            | 47 172            | 8,7            |

L'aire urbaine de Montceau-les-Mines est rattachée à l'espace urbain Est.